# Synan Braddish
Synan Braddish (Dublino, 27 gennaio 1958) è un ex calciatore irlandese, di ruolo difensore.

## Carriera

### Giocatore

#### Club
Durante la sua carriera ha disputato 315 incontri in League of Ireland, di cui 253 in massima divisione. Nel periodo di militanza con il Dundalk, con il quale vinse anche il titolo nazionale nella stagione 1975-1976, ottenne un contratto professionistico con il Liverpool, senza tuttavia riuscire ad esordire in prima squadra.

#### Nazionale
Dopo aver totalizzato 5 presenze nella Nazionale Under-21, nel 1978 venne convocato in nazionale maggiore, disputando due incontri amichevoli.

## Statistiche

### Cronologia presenze e reti in nazionale
| Cronologia completa delle presenze e delle reti in nazionale ― Irlanda | Cronologia completa delle presenze e delle reti in nazionale ― Irlanda | Cronologia completa delle presenze e delle reti in nazionale ― Irlanda | Cronologia completa delle presenze e delle reti in nazionale ― Irlanda | Cronologia completa delle presenze e delle reti in nazionale ― Irlanda | Cronologia completa delle presenze e delle reti in nazionale ― Irlanda | Cronologia completa delle presenze e delle reti in nazionale ― Irlanda | Cronologia completa delle presenze e delle reti in nazionale ― Irlanda |
| Data                                                                   | Città                                                                  | In casa                                                                | Risultato                                                              | Ospiti                                                                 | Competizione                                                           | Reti                                                                   | Note                                                                   |
| ---------------------------------------------------------------------- | ---------------------------------------------------------------------- | ---------------------------------------------------------------------- | ---------------------------------------------------------------------- | ---------------------------------------------------------------------- | ---------------------------------------------------------------------- | ---------------------------------------------------------------------- | ---------------------------------------------------------------------- |
| 05-04-1978                                                             | Dublino                                                                | Irlanda                                                                | 4 – 2                                                                  | Turchia                                                                | Amichevole                                                             | -                                                                      |                                                                        |
| 12-04-1978                                                             | Łódź                                                                   | Polonia                                                                | 3 – 0                                                                  | Irlanda                                                                | Amichevole                                                             | -                                                                      |                                                                        |
| Totale                                                                 |                                                                        | Presenze                                                               | 2                                                                      |                                                                        | Reti                                                                   | 0                                                                      |                                                                        |

## Palmarès
- Campionato irlandese: 1

Dundalk: 1975-1976
- Coppa d'Irlanda: 2

Dundalk: 1976-1977, 1980-1981
- Coppa di Lega irlandese: 2

Dundalk: 1977-1978, 1980-1981